# Comuna Șirna, Prahova
Șirna este o comună în județul Prahova, Muntenia, România, formată din satele Brătești, Coceana, Hăbud, Șirna (reședința), Tăriceni și Varnița.

## Așezare
Comuna se află în zona de câmpie din sud-vestul județului, la limita cu județul Dâmbovița, în zona de vărsare a Cricovului Dulce în Ialomița. Se învecinează cu Poienarii Burchii la sud, Tinosu la est, Cocorăștii Colț la nord-vest și Brazi la nord. Este străbătută de șoseaua județeană DJ101A, care o leagă spre nord de Cocorăștii Colț, Mănești și Filipeștii de Târg (unde se termină în DN72) și spre sud de Poienarii Burchii și mai departe în județul Ilfov de Periș. La Șirna, acest drum se intersectează cu șoseaua județeană DJ101G, care duce spre est la Tinosu și Brazi (unde se termină în DN1) și spre vest în județul Dâmbovița la Cornești (unde se termină în DN1A).

## Demografie
Componența etnică a comunei Șirna
     Români (93,07%)
     Romi (1,11%)
     Alte etnii (0,16%)
     Necunoscută (5,66%)
Componența confesională a comunei Șirna
     Ortodocși (85,1%)
     Penticostali (4,64%)
     Creștini după evanghelie (2,05%)
     Alte religii (1,67%)
     Necunoscută (6,53%)
Conform recensământului efectuat în 2021, populația comunei Șirna se ridică la 4.243 de locuitori, în scădere față de recensământul anterior din 2011, când fuseseră înregistrați 4.935 de locuitori. Majoritatea locuitorilor sunt români (93,07%), cu o minoritate de romi (1,11%), iar pentru 5,66% nu se cunoaște apartenența etnică. Din punct de vedere confesional, majoritatea locuitorilor sunt ortodocși (85,1%), cu minorități de penticostali (4,64%) și creștini după evanghelie (2,05%), iar pentru 6,53% nu se cunoaște apartenența confesională.

## Politică și administrație
Comuna Șirna este administrată de un primar și un consiliu local compus din 13 consilieri. Primarul, Valerică Sandu[*], de la Partidul Național Liberal, este în funcție din 2012. Începând cu alegerile locale din 2024, consiliul local are următoarea componență pe partide politice:
|  | Partid                          | Consilieri | Componența Consiliului | Componența Consiliului | Componența Consiliului | Componența Consiliului | Componența Consiliului | Componența Consiliului |
|  | ------------------------------- | ---------- | ---------------------- | ---------------------- | ---------------------- | ---------------------- | ---------------------- | ---------------------- |
|  | Partidul Național Liberal       | 6          |                        |                        |                        |                        |                        |                        |
|  | Alianța Dreapta Unită           | 3          |                        |                        |                        |                        |                        |                        |
|  | Partidul Social Democrat        | 3          |                        |                        |                        |                        |                        |                        |
|  | Alianța pentru Unirea Românilor | 1          |                        |                        |                        |                        |                        |                        |

## Istoric
Încă din anul 1864 Șirna este, din punct de vedere administrativ, o comună, aflată în plasa Târgșor. În 1872, comuna Șirna, plasa Târgșor avea în componență două sate, Șirna (reședință) și Varnița și o populație de 910 locuitori.
La sfârșitul secolului al XIX-lea, în 1892, comuna Șirna, arondată plășii Târgșor din județul Prahova, formată tot din cele două sate, Șirna și Varnița,  avea 890 de locuitori (431 bărbați și 459 de femei) și două biserici ortodoxe (una în fiecare sat). În același timp, pe teritoriul actual al comunei mai erau organizate alte două comune, arondate tot plășii Târgșor. Astfel, comuna Tăriceni era formată doar din satul Tăriceni, cu 1255 de locuitori, o școală și o biserică fondată de familia lui vel vistier Radu Scarlat la 1735. Comuna Hăbud era formată din satele Hăbud și Brătești și avea o școală din 1889.
În perioada interbelică, comunele Șirna și Tăriceni au fost comasate, comuna rezultată fiind denumită Tăriceni și având 3408 locuitori. În 1931, comunele Șirna și Tăriceni s-au separat din nou, revenindu-se temporar la structura dinainte de 1925.
În 1950, au fost arondate raionului Ploiești din regiunea Prahova și apoi, după 1952, din regiunea Ploiești. În 1968, comuna a luat numele de Șirna, fiind unită cu comuna Hăbud, și a fost arondată din nou județului Prahova, reînființat.

## Monumente istorice
În comuna Șirna se află situl arheologic de interes național de „la Fântâna lui Hârțu” din satul Șirna. Aici au fost găsite urme de așezări din Epoca Bronzului, perioada Latène, secolul al III-lea e.n., secolele al V-lea–al VII-lea, și secolele al VII-lea–al VIII-lea.
În rest, singurul obiectiv din comună inclus în lista monumentelor istorice din județul Prahova ca monument de interes local, clasificat ca monument de arhitectură, este biserica „Adormirea Maicii Domnului” și „Sfântul Gheorghe” (1735, refăcută în 1843) din Tăriceni.

## Stemă

### Descriere
Stema comunei Șirna, potrivit anexei nr. 1.10 din Hotărârea de Guvern numărul 838/2005, publicată în Monitorul Oficial al României numărul 730 din 11 august 2005, se compune dintr-un scut triunghiular cu marginile rotunjite, despicat. În partea dreapta, în câmp albastru, se află un personaj aureolat, purtând o mantie și călărind spre stânga un cal, totul de argint. Personajul străpunge cu o suliță un balaur de argint. În partea stângă, în câmp roșu, se află un snop de spice de aur. Scutul este timbrat de o coroană murală de argint cu un turn crenelat.

### Semnificație
Personajul aureolat face referire la existența în satul Tăriceni a bisericii Sfântul Gheorghe, ce datează din anul 1735. Snopul de spice arată ca în zonă sunt terenuri agricole și reprezintă ocupația de bază a locuitorilor. Coroana murală cu un turn crenelat semnifică faptul că localitatea are rangul de comună.